# Añoranza
Añoranza é uma telenovela mexicana, produzida pela Televisa e exibida em 1979 pelo El Canal de las Estrellas.

## Elenco
- Marga López - Magdalena
- Jorge Lavat - Alberto
- Jaime Garza - Alejandro
- Adriana Roel
- María Rojo
- Zully Keith
- Gonzalo Vega
- Eric del Castillo
- Blanca Guerra
- Mario Casillas
- Nerina Ferrer
- María Teresa Rivas
- Kitty de Hoyos
- Rita Macedo
- Martha Roth
- Miguel Manzano
- Alma Muriel
- Liliana Abud
- Dolores Beristáin
- Varelita
- Sara Guasch
- Tina Romero
- Erika Buenfil
- Miguel Ángel Ferriz
- Javier Ruán
- Maritza Olivares
- Malena Doria
- Tara Parra